# Viterbo
Viterbo város Közép-Olaszországban, Lazio régió északnyugati csücskében, Rómától 60 km-re északra, az Umbriai dombságban, a Bolsenai- és a Vico-tó között, több mint 67 000 lakossal. Római katolikus püspöki székhely.

## Történet

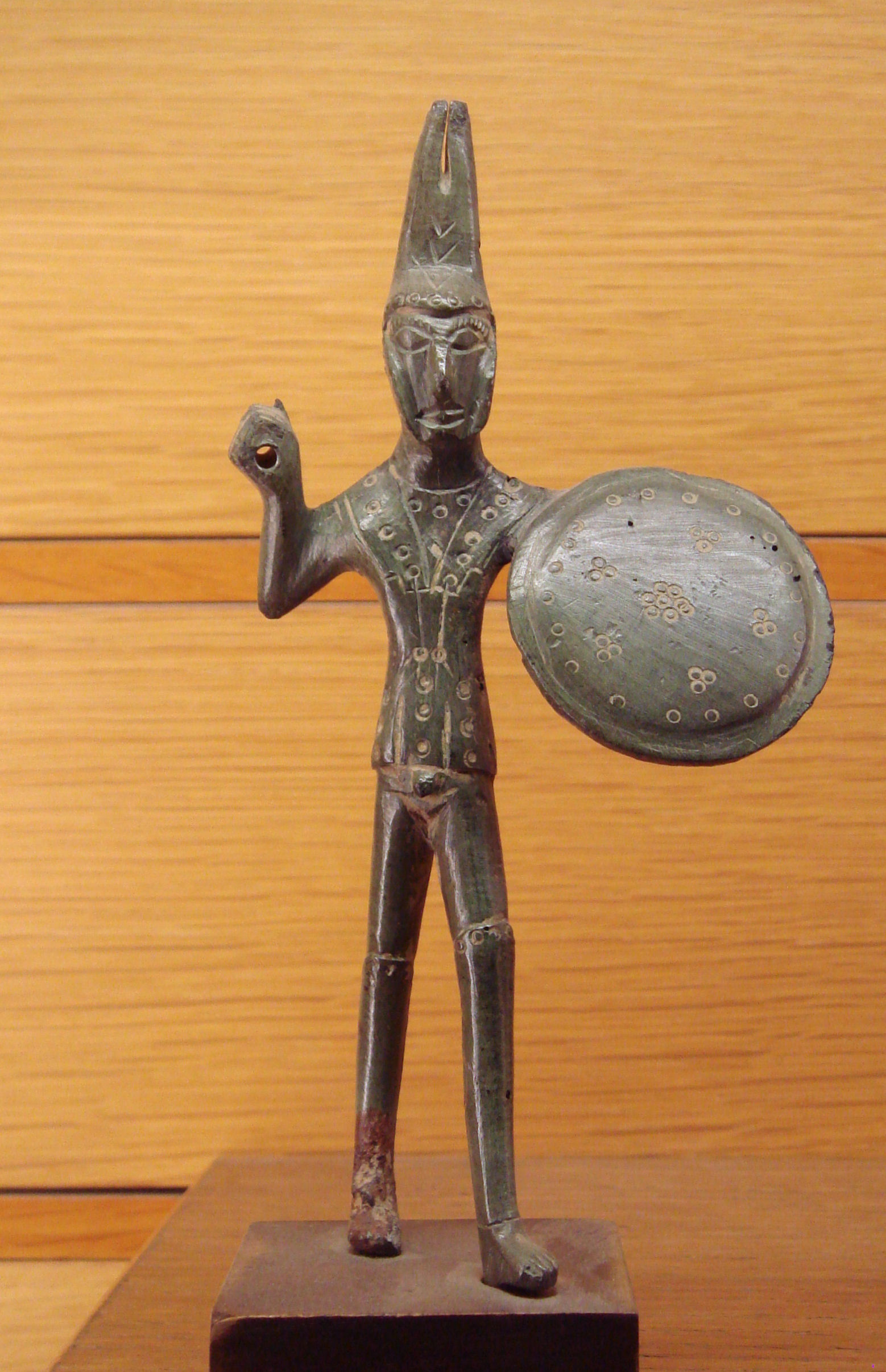
Etruszk harcos Viterbó közeléből, Kr. e. 500 k.

Az etruszk és a korai római időszakban jelentéktelen település volt (Vicus Elbii). Augustus idején első aranykorát élte. A 8. században Kis Pippin ajándékaként a pápasághoz került. A 11. század végétől szabad város. Virágzását jól jellemzi, hogy a 12. században több lakója volt, mint Rómának. 1192-től püspöki, 1257-81 között pápai székhely. Itt választották meg IV. Orbán, V. Hadrián, XXI. János és III. Miklós pápát. 1396-ban ismét a pápai állam része.

## Gazdaság
A környező mezőgazdasági vidék terményei (gabona, gyümölcs- és zöldségfélék, olíva, szőlő) feldolgozásának és kereskedelmének központja.
Élelmiszer-, kerámia-, papír- és elektrotechnikai iparral rendelkezik.
A szolgáltatások közül a bankok, a közlekedés és a közhivatalok a legjelentősebb foglalkoztatók.

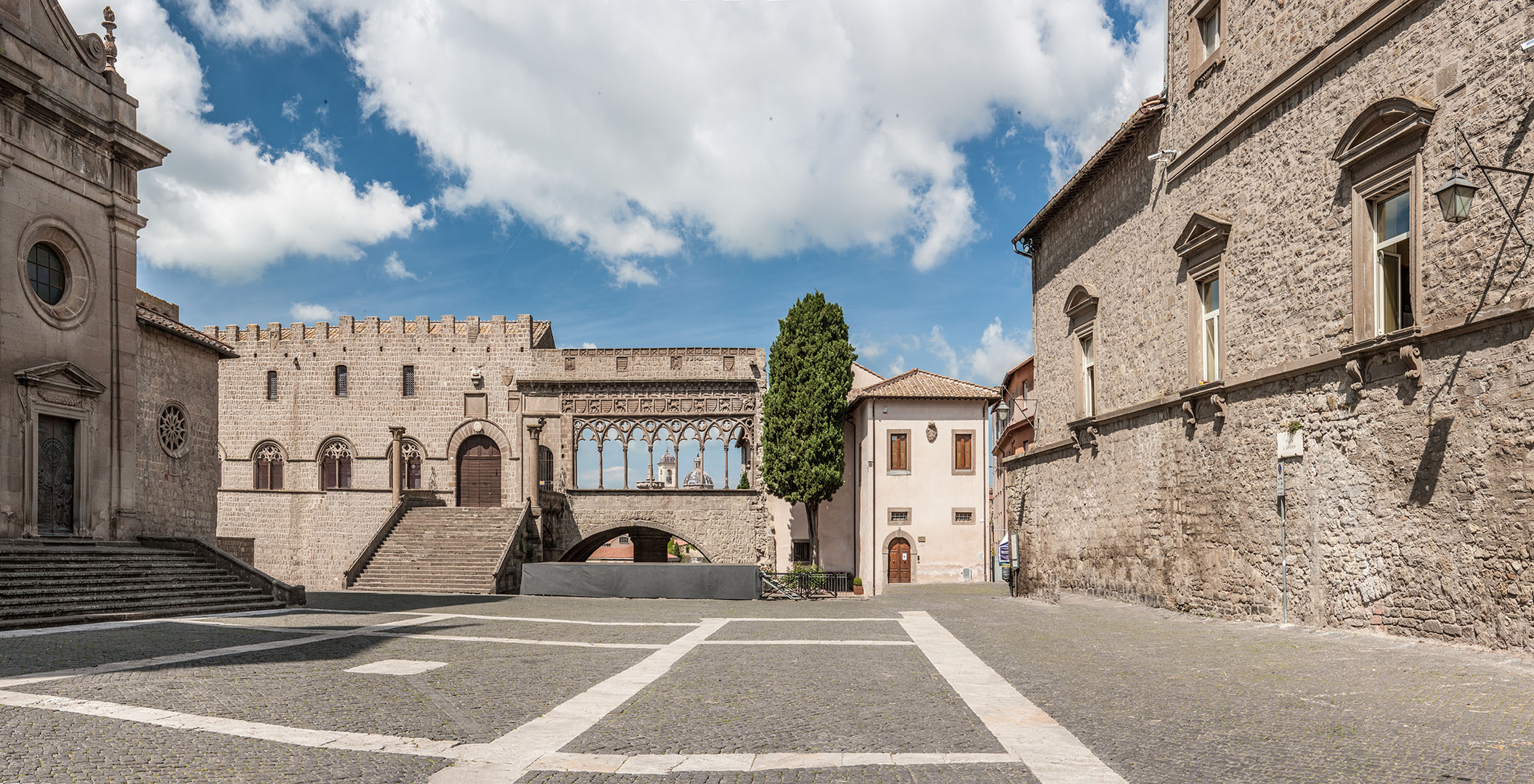
A pápai palota (középen)

## Nevezetességek
Egyetem, hat színház és hat múzeum működik benne. Utóbbiak: Etruszk Nemzeti Múzeum (régészeti), Városi múzeum, Tuscia (Etruria) Kerámiamúzeuma, Dóm téri múzeum (a katedrális mellett), Hordáregyesületi múzeum, Ross Venerini-múzeum.

## Műemlékek
Műemlékei döntően a középkori falakkal, kapukkal övezett óváros területén találhatók.
- San Sisto-templom (9-12. század)
- San Lorenzo-katedrális (12. századi, gótikus toronnyal és 16. századi homlokzattal)
- Santa Maria Nuova-templom (11-12. századi, kolostorudvarral)
- San Francesco-templom (12-13. századi, gótikus stílusú, a 20. században újjáépítették) Falain belül található két pápa sírja és Árpád-házi Szent Erzsébet ereklyéi is.
- Santa Maria della Verità-templom (14-15 századi, a 20. században szintén újjáépítették)
- Santa Maria della Quercia-kolostoregyüttes (1470-1525)
- Palazzo Papale (Pápai Palota, 1257-66)
- Városháza (1247-1460)
- Szökőkutak (Fontana Grande, 13. századi)

## Közlekedés
A városnak három vasútállomása van.
A Viterbo a Superstrada SS 675-ön keresztül kapcsolódik az A1 Autostrada del Sole-hoz.

## Híres Viterbóiak
- Viterboi Gottfried (ca. 1125–ca. 1192), német történetíró
- Viterbói Szent Róza (1233–1252), szentként tisztelt apáca
- Olimpia Maidalchini (1591–1657), X. Innocent pápa sógornője
- Lina Cavalieri(wd) (1874–1944), operaénekesnő
- Silvio Laurenti Rosa (1892–1965), színész, filmrendező, forgatókönyvíró
- Giuseppe Fioroni (* 1958), politikus
- Roberto Vittori (* 1964), olasz űrhajós
- Angelo Peruzzi (* 1970), labdarúgó
- Leonardo Bonucci (* 1987), labdarúgó
- Rebecca Antonaci (* 2004), énekesnő és színésznő

## Testvérvárosai
- Kolozsvár,[2] Románia